# 6つのソナタ 作品5 (ヴィヴァルディ)

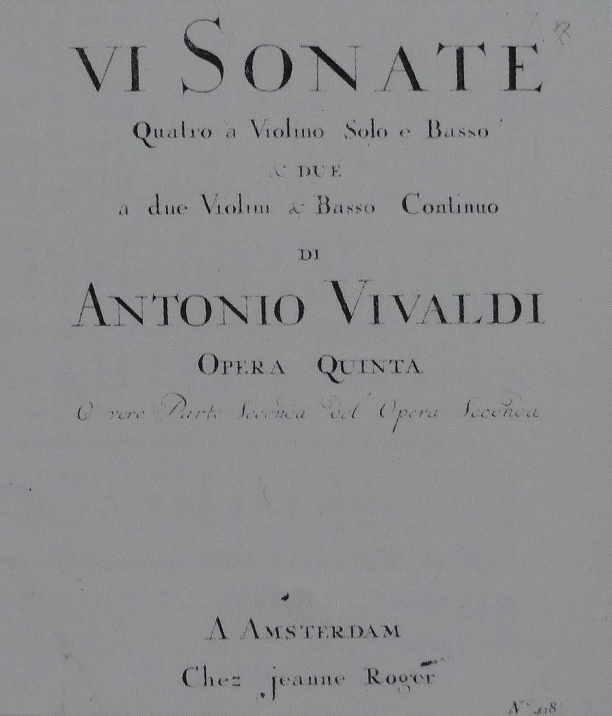
作品６の表紙

6つのソナタ　作品5（6 sonate, op.5）は、アントニオ・ヴィヴァルディ作曲による５作目の出版曲集。1716年頃に、オランダ、アムステルダムの出版社、エティエンヌ・ロジェから出版された。ヴィヴァルディの作品集の中で初めての献呈先を持たない出版作。

## 概説
この作品5は、表紙にある通り作品2の『12のヴァイオリンソナタ』の続きとして出版されており、各曲には13番から18番までの番号が振られている。表紙には出版責任者としてエティエンヌの娘であるジャンヌ・ロジェの名が記されている。ジャンヌは1716年からエティエンヌの後継者としてヴィヴァルディの作品5、作品6『6つのヴァイオリン協奏曲』、作品7『12の協奏曲』の出版を担うが、会社の責任者は1722年にエティエンヌが死去するまではエティエンヌ名義だった。献呈先を持たないのは、自身を売り込みたい新人の作曲家が自費で出版を行う場合と、すでに有名な作曲家の知名度を見込んで出版社が費用を負担する場合があるが、ヴィヴァルディの場合が後者であることはほぼ間違いがない。ジャンヌはエティエンヌの死後程無くしてこの世を去ったため、作品8『和声と創意の試み』からのヴィヴァルディ作品の出版は、エティエンヌの娘婿のシャルル＝ミシェル・ル・セーヌが担うことになった。

## 作品内容
曲集の表題は「6つのソナタ、4曲のソロ・ヴァイオリンのためと、2曲の2つのヴァイオリンのための」となっており、4曲がソロのソナタ、2曲がトリオ・ソナタという構成になっている。4曲のソロ・ソナタは作品2『12のヴァイオリンソナタ』と比べると慎重で堅実な造りをしており、北ヨーロッパの保守的な傾向に合わせた作風となっている、すべて二部形式で、いくつかの曲は冒頭の主題が後半部で繰り返して用いられる、これは後に神聖ローマ皇帝カール6世に献呈した作品9『ラ・チェトラ』にもみられる手法で、後に「ソナタ形式」と呼ばれるものを先取りした形となっている。2曲のトリオ・ソナタも同様に慎み深い作品であり、円熟した技法で澱みなく作られ、作品1『トリオ・ソナタ集』にあった未熟さや冒険は見られない。

## 曲目
- 第1番　ヴァイオリン・ソナタ ホ長調 RV 18

1. Preludio
2. Corrente
3. Sarabanda
4. Giga

- 第2番　ヴァイオリン・ソナタ イ長調 RV 30

1. Preludio
2. Corrente
3. Gavotta

- 第3番　ヴァイオリン・ソナタ 変ロ長調 RV 33

1. Preludio
2. Alllemanda
3. Corrente
4. Gavotta

- 第4番　ヴァイオリン・ソナタ ロ短調 RV 35

1. Preludio
2. Allemanda
3. Corrente

- 第5番　トリオ・ソナタ 変ロ長調 RV 76

1. Preludio
2. Allemanda
3. Corrente

- 第6番　トリオ・ソナタ ト短調 RV 72

1. Preludio
2. Allemanda
3. Air
4. Minuetto